# Edmund Hartsch
Edmund Hartsch (* 1963) ist ein deutscher Biograph und Autor.
Hartsch ist als Pressebetreuer in der Musikbranche tätig. Er arbeitete unter anderem als Pressesprecher für die Deutschrock-Band Böhse Onkelz und legte 1997 unter dem Titel Böhse Onkelz, Danke für nichts die einzige offizielle Biografie der Band vor.
2009 veröffentlichte er die autorisierte Biografie des Rocksängers Peter Maffay.

## Werke
- Böhse Onkelz, Danke für nichts. Frankfurt am Main : BO-Management, 1997. ISBN 3-00-001743-7.
- Peter Maffay – Auf dem Weg zu mir. München : Bertelsmann, 2009. ISBN 978-3-570-01029-7